# Фатторе, Джина
Джина Фатторе (англ. Gina Fattore) — американский сценарист и продюсер, специализирующаяся на телесериалах. Известна благодаря своей работе над телесериалами Блудливая Калифорния (с 2007 по 2009 год), Девочки Гилмор (с 2006 по 2007 год), Реюньон (с 2005 по 2006 год) и Бухта Доусона (с 1998 по 2003 год) в обоих качествах: и как продюсер, и как сценарист.
В качестве сценариста сериала Блудливая Калифорния вместе с Томом Капиносом внесла много аллюзий на свой первый большой проект — телесериал Бухта Доусона.

## Фильмография
| Год       |    | Русское название | Оригинальное название | Роль                                             |
| --------- | -- | ---------------- | --------------------- | ------------------------------------------------ |
| 1997—1998 | мс | Царь горы        | King of the Hill      | Сценарист assistant: Greg Daniels                |
| 1998—2003 | с  | Бухта Доусона    | Dawson's Creek        | story editor сценарист исполнительный сопродюсер |
| 1998      | с  |                  | Getting Personal      | сценарист                                        |
| 2003      | с  |                  | Skin                  | сценарист исполнительный сопродюсер              |
| 2005—2006 | с  |                  | Reunion               | исполнительный сопродюсер сценарист              |
| 2006—2007 | с  | Девочки Гилмор   | Gilmore Girls         | исполнительный сопродюсер сценарист              |
| 2007—2009 | с  | Californication  | Californication       | исполнительный сопродюсер сценарист              |

О деятельности с 2009 по 2012 годы широкой публике ничего не известно.

## Номинации
В 2010 году номинировалась на Премию гильдии продюсеров Америки в категории «Премия телевизионному продюсера эпизода года» (англ. «Television Producer of the Year Award in Episodic») за сериал Californication вместе с Томом Капиносом, Дэвидом Духовны, Джеем Дайером и Луи Фузаро.

## Известные планы
В апреле 2012 года стало известно, что Джина Фатторе в качестве исполнительного продюсера будет адаптировать проект FX Network и Wild West Picture Show Productions по съёмкам сериала по мемуарам Шауны Кенни «I Was a Teenage Dominatrix». Сериал будет касаться садо-мазо тематики, рабочее название — Whipped.

## Известные факты о Джине
Утверждала, что пишет почти всегда в режиме 24/7, и иногда даже не слышит почтальона. Любит тайский холодный чай. Любит читать, сложную архитектуру, считает себя старомодной.